# Esther Waij
Esther Waij (Schagen, 1974) is een Nederlands actrice en schrijfster.
Waij speelde onder meer in de Nederlandse televisieserie Medisch Centrum West en in de Belgische soapserie Wittekerke. In 2006 werd zij genomineerd voor een Gouden Ui wegens haar deelname aan "de meest nutteloze seksscène van het jaar" in de film Het woeden der gehele wereld, maar werd nipt verslagen door “winnares” Victoria Koblenko.

## Rollen
- Bureau Kruislaan — Ria Groen (1992)
- Goede tijden, slechte tijden — Michelle van Dis (1992)
- Medisch Centrum West — Anke Vermeer (1992-1994)
- Pril geluk — Annelies (1994)
- SamSam - Kim (1996, afl. "Elke man heeft een hobby nodig")
- SamSam - Rachel (1998, afl. "Mag het ietsje meer zijn")
- Wittekerke - Belle Heersma (1996-1998)
- Baantjer - Monica Dobbe-Olgün (1999)
- Het woeden der gehele wereld - Yvonne Varekamp (2006)

## Boeken
- Inez & zo (2007), Sijthoff, Amsterdam
- Man op je lip (2008), Sijthoff, Amsterdam

- Nederlandse Thesaurus van Auteursnamen: 299008312
- Virtual International Authority File: 36444823